# Alaneta indyjska
Alaneta indyjska (Atherinomorus lacunosus) – gatunek ryby z rodziny aterynowatych (Atherinidae).

## Występowanie
Ocean Indyjski oraz tropikalna strefa Pacyfiku. Przez Kanał Sueski przedostała się do wschodniej części Morza Śródziemnego.
Żyje w małych stadach w płytkich przybrzeżnych wodach na głębokości do 40 m nad piaszczystym dnem. Często wchodzi do słonawych lagun i ujść rzek.

## Opis
Osiąga 12–15 cm długości. Ciało wydłużone, smukłe, dość silnie zbudowane. Na kości przedpokrywowej wieczka skrzelowego widoczne wyraźne nacięcie. Łuski dość duże, 40 w najdłuższym rzędzie wzdłuż ciała. Linia boczna zredukowana do postaci małych, okrągłych dołków po jednej w każdej łusce. W pierwszej płetwie grzbietowej 4–7 twardych promieni, w drugiej 1–2 twarde i 9–10 miękkich promieni. W płetwie odbytowej 1–2 promienie twarde i 12–17 miękkich.

## Taksonomia
Gatunek określany w języku polskim nazwą alaneta indyjska został opisany naukowo pod nazwą Atherina forskalii Rüppell, 1838, przeniesiony następnie do rodzaju Allanetta. Przez wielu ichtiologów uznawany jest za synonim Atherinomorus lacunosus. Kimura i inni (2007) za właściwą nazwę gatunku uznają Atherinomorus forskalii.